# Amadis de Gaula

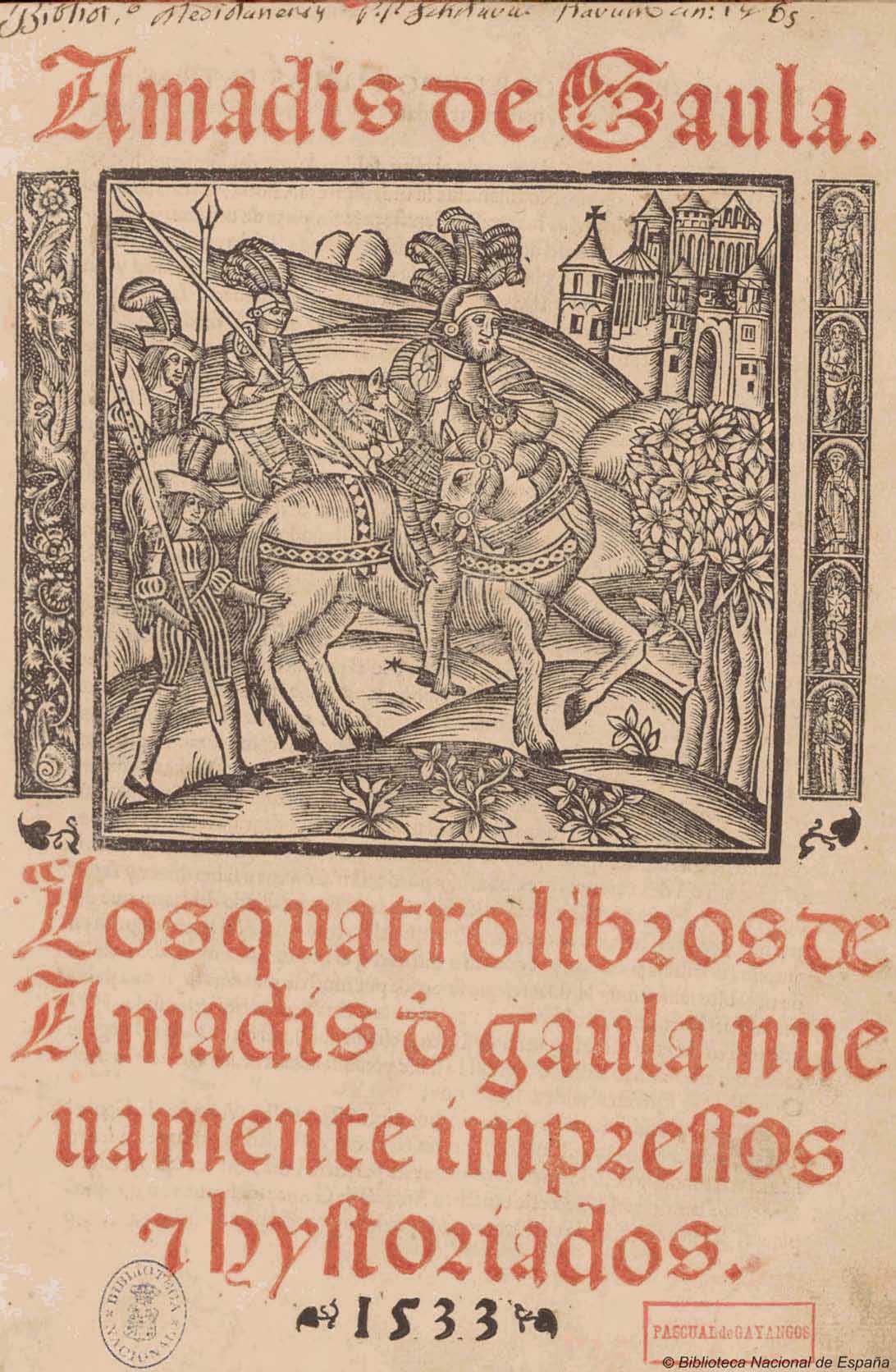
Az Amadis de Gaula 1533-as spanyol kiadása

Az Amadis de Gaula, (eredeti alakban: Amadís de Gaula) a 16–17. században Nyugat-Európában elterjedt, népszerű, több könyvből álló lovagregény. A világirodalom egyik leghosszabb regényfolyama, mely 26 (30?) könyvre duzzadt. Az alap, vagyis az „igazi” Amadis-regény azonban csak négy (vagy öt) könyvből áll, írója a spanyol Garci Rodríguez de Montalvo (1450 k. – 1504). Először 1508-ban jelent meg.